# Fukunishi Takashi
Fukunishi Takashi (福西 崇史 (Phúc Tây Sùng Sử) Fukunishi Takashi, sinh ngày 1 tháng 9 năm 1976) là một cựu cầu thủ bóng đá Nhật Bản. Anh thi đấu cho Đội tuyển bóng đá quốc gia Nhật Bản.

## Thống kê sự nghiệp
| Đội tuyển bóng đá Nhật Bản | Đội tuyển bóng đá Nhật Bản | Đội tuyển bóng đá Nhật Bản |
| Năm                        | Trận                       | Bàn                        |
| -------------------------- | -------------------------- | -------------------------- |
| 1999                       | 3                          | 0                          |
| 2000                       | 0                          | 0                          |
| 2001                       | 2                          | 0                          |
| 2002                       | 10                         | 0                          |
| 2003                       | 6                          | 0                          |
| 2004                       | 18                         | 5                          |
| 2005                       | 14                         | 1                          |
| 2006                       | 11                         | 1                          |
| Tổng cộng                  | 64                         | 7                          |